# Perfect Symmetry (Fates Warning)
Perfect Symmetry è un album dei Fates Warning pubblicato nel 1989 ed è stato il primo album con Mark Zonder alla batteria. Nel 2008 viene pubblicata un'edizione speciale rimasterizzata, contenente un disco con i demo ed un DVD con registrazioni dal vivo e il video promozionale.

## Tracce
1. Part of the Machine – 6:16 (Matheos)
2. Through Different Eyes – 4:22 (Matheos)
3. Static Acts – 4:28 (Aresti)
4. A World Apart – 5:04 (Aresti)
5. At Fates Hands – 7:00 (Aresti, DiBiase, Matheos)
6. The Arena – 3:18 (Aresti)
7. Chasing Time – 3:39 (Matheos)
8. Nothing Left to Say – 7:59 (Matheos)

### Tracce bonus ristampa 2008

#### Disco 2 - The Demos
1. Part of the Machine (pre-production demo febbraio 1989) – 7:03
2. Through Different Eyes (pre-production demo febbraio 1989) – 4:21
3. Static Acts (pre-production demo febbraio 1989) – 4:27
4. A World Apart (instrumental demo dicembre 1988) – 5:38
5. At Fates Hands (instrumental demo dicembre 1988) – 6:12
6. The Arena (pre-production demo febbraio 1989) – 3:52
7. Chasing Time (instrumental demo dicembre 1988) – 4:07
8. Nothing Left to Say (pre-production demo febbraio 1989) – 8:06
9. Part of the Machine (early instumental demo ottobre 1988, con Steve Zimmerman alla batteria) – 8:03
10. Nothing Left to Say (early instumental demo ottobre 1988, con Steve Zimmerman alla batteria) – 4:51

#### Disco 3 - Bonus DVD
1. Allentown, PA 12/02/89
2. Houston, TX 4/26/90
3. Amsterdam, Netherlands, 12/16/89
4. Philadelphia, PA 3/27/90
5. New Haven, CT 12/11/89
6. Promotional Video

## Formazione
- Ray Alder - voce
- Jim Matheos - chitarra
- Frank Aresti - chitarra
- Joe DiBiase - basso
- Mark Zonder - batteria

## Ospiti
- Kevin Moore - tastiere
- Faith Fraeoli - violino